# Retorn al paradís (pel·lícula de 1953)
Retorn al paradís (títol original: Return to Paradise) és una pel·lícula dramàtica estatunidenca d'aventures dels mars del sud estrenada per United Artists el 1953. La pel·lícula va ser dirigida per Mark Robson i protagonitzada per Gary Cooper, Barry Jones i Roberta Haynes. Es va basar en el relat, "Mr. Morgan", de James Michener de la seva col·lecció de contes de 1951 Return to Paradise, la seva seqüela de la seva novel·la de 1947 Tales of the South Pacific . Es va rodar a Matautu, a Samoa. Està doblada al català.

## Argument
Durant la dècada de 1920, l'itinerant americà Mr. Morgan arriba a una remota illa polinèsia controlada pel pastor Thomas Cobbett, un missioner purità, i capgira la vida social de l'illa.

## Repartiment
- Gary Cooper com Mr. Morgan
- Barry Jones com Pastor Thomas Cobbett
- Roberta Haynes com Maeva
- John Hudson com capità. Harry Faber
- Le Mamea Matatumua Ata com Tonga
- Hans Kruse com Rori

## Banda sonora
La cançó principal "Return to Paradise", de Dimitri Tiomkin i Ned Washington, va ser gravada per la banda sonora. Ha estat gravada per artistes com Nat King Cole, Bing Crosby i Shirley Horn.